# São Tomé (ort)
São Tomé är en ort i Brasilien.   Den ligger i kommunen São Tomé och delstaten Rio Grande do Norte, i den östra delen av landet, 1 700 km nordost om huvudstaden Brasília. São Tomé ligger 167 meter över havet och antalet invånare är 6 137.
Terrängen runt São Tomé är platt åt nordost, men åt sydväst är den kuperad. Runt São Tomé är det glesbefolkat, med 12 invånare per kvadratkilometer.. Det finns inga andra samhällen i närheten.
Omgivningarna runt São Tomé är huvudsakligen savann.